# Microphysogobio linghensis
Microphysogobio linghensis és una espècie de peix cipriniforme de la família dels ciprínids que es troba al riu Liaohe (Xina).